# Arna Station (1883)
 Ikke at forveksle med Arna Station.
Arna Station (Arna gamle stasjon) er en jernbanestation på Vossebanen, der ligger i bydelen Arna i Bergen i Norge. Den betjenes af veterantog fra Gamle Vossebanen, der kører mellem Garnes og Midttun.
Stationen åbnede som holdeplads, da banen blev taget i brug 11. juli 1883. Oprindeligt hed den Arne, men den skiftede navn til Arna 1. juni 1923. Den blev opgraderet til station 1. juli 1910. 1. august 1964 omlagdes strækningen mellem Tunestveit og Bergen, hvor stationen ligger. I den forbindelse anlagdes en ny Arna Station på den nye strækning, nogle hundrede meter sydvest for den gamle. Den gamle station stod derefter ubenyttet hen i en årrække, men fra 1993 begyndte der at køre veterantog under navnet Gamle Vossebanen mellem Garnes og Midttun. Pr. 2018 har den status som togfølgestation med sidespor.
Stationsbygningen blev opført i 1883 efter tegninger af Balthazar Lange. Den er opført i schweizerstil som en enkelt rektangulær bygning i halvanden etage med sadeltag. Den var oprindeligt indrettet med ventesal, kontor og tjenestebolig for stationsmesteren samt kammer for telegrafist. Desuden er det et pakhus som tilbygning til stationsbygningen. Stationen er tilknyttet Gamle Vossebanen og er fredet sammen med banen.